# Новоднестровск
Новоднестро́вск (укр. Новодністровськ) — город в Черновицкой области Украины. Входит в Днестровский район. Административный центр и единственный населённый пункт Новоднестровской городской общины. До 2020 года был городом областного значения в окружении территории упразднённого Сокирянского района. В городе расположена Днестровская ГЭС.

## Население
В январе 1989 года численность населения составляла 10 511 человек.
По данным переписи 2001 года украинцы составляли 87,13 % населения города, русские — 10,19 %, молдаване — 0,95 %.

### Языковой состав
Родной язык населения по данным переписи 2001 года:
| Язык       | Численность, чел. | Доля     |
| ---------- | ----------------- | -------- |
| Украинский | 8 862             | 85,67 %  |
| Русский    | 1 383             | 13,37 %  |
| Другое     | 99                | 0,96 %   |
| Итого      | 10 344            | 100,00 % |

Украинский язык является основным и единственным официальным языком города.
Вторжение России на Украину спровоцировало новую волну украинизации в городе, всё больше людей предпочитают говорить на украинском языке .

## История
6 апреля 1973 года министром энергетики СССР был подписан приказ о создании дирекции Днестровского гидроузла. Так началось строительство важного для страны энергетического объекта — Днестровской ГЭС. Вместе со строительством гидроэлектростанции началось сооружение поселения, которое стало новым городом.
Решением Черновицкого областного совета депутатов № 57 от 25 февраля 1975 года новообразованному населенному пункту строителей Днестровского комплексного гидроузла были присвоены название и статус — посёлок городского типа Новоднестровск.
16 июля 1993 года посёлок получил статус города районного подчинения.
В июле 1995 года Кабинет министров Украины утвердил решение о приватизации находившегося здесь хлебозавода.
13 июля 2000 года глава Верховной рады Украины Иван Плющ подписал Постановление об отнесении Новоднестровска к категории городов областного значения.